# せんだい都心再構築プロジェクト
せんだい都心再構築プロジェクト（せんだいとしんさいこうちくプロジェクト）とは、宮城県仙台市が仙台市都心部にて主導する都市再開発誘導事業である。

## 概要
仙台市は2019年7月、仙台市都心部の再開発推進のため、約100億円規模の投資を実施することを発表。期間は2030年度までとしたうえで、第1弾施策として老朽化した建物の建て替えと企業立地を主眼においた実施内容を公表した。翌2020年10月には、第2弾施策を公表。杜の都のイメージを損なわない環境配慮型のビル整備を促し、主に首都圏からの移転需要取り込みを狙う。
仙台市では特に震災以降、オフィスビルの空室率は低水準が続いているものの、老朽ビルの更新が進んでいないことによるオフィス賃料の下落も進み、需要に応えられていないという課題があった。2015年より天神ビッグバンを打ち出し再開発を進める福岡市を先行目標例として追随し、支店経済都市からの脱却、都市間競争からの勝ち残りを目指す。
プロジェクト第1号となったアーバンネット仙台中央ビルはほぼ満床となっているなどの成果が見られる一方で、資材費や人件費が高騰し、建設費用が高止まりしており、地元の中小企業が踏み出しにくいという意見もあるほか、仙台市都心部では2億ションが次々と供給されるなど好況を呈している中で、投資回収がしやすいマンション開発に流れているという指摘もされている。
このような現状を受けて、仙台市では補助金の上限や割合の緩和のほか、高機能オフィス整備に限定していた容積率の緩和を、高級ホテルや商業施設にも対象を広げることを検討している。早ければ2026年2月に議案を提出する方針。

## プロジェクト内容

### 第1弾施策
2019年7月16日に公表された第1弾施策では、都市再生緊急整備地域内を対象に約5ヵ年を目途として、1981年の建築基準法改正前の旧耐震基準で建築されたビルの更新をメインに据えており、建て替えに伴う助成金制度の創設、高機能オフィス整備に伴う容積率の緩和、企業立地に伴う助成制度の拡充、複合商業施設等などの設置による補助金上限の引き上げ、附置駐車場台数の緩和が示された。
当初2023年度を目途としていた施策の期限について、建設業界の人手不足や建設費高騰によって工期に遅れが発生することを見込み、指定期限を7年延長し、2030年度までとすることとした。

### 第2弾施策
2020年10月13日に公表された第2弾施策では、グリーンビルディングの整備促進やテナント退去に伴う支援助成制度を新たに策定。本社機能の移転に伴う助成要件の緩和や、都市再生緊急整備地域に建築される高さ100m以上もしくは延床面積50,000m2以上の建築物を対象に、仙台市が新たに定めた環境配慮事項を満たすことで環境アセスメントの手続きを不要とすることを盛り込んだ他、第1弾施策で示していた企業立地促進助成制度や容積率の緩和についても拡充する。

### 付帯事業
社会実験
当プロジェクトでは、付帯事業として定禅寺通りや青葉通りにて、車道を縮小し歩行者空間を広げる社会実験を実施。仙台市役所本庁舎の建て替えや勾当台公園再整備計画が進められている「勾当台・定禅寺通エリア」や、当プロジェクトの中心地となる「青葉通駅前エリア」の将来像を検討してゆく。
定禅寺通りの西側区間では、社会実験での成果を受けて、車線を減少させ歩道を拡幅する方針を決定。2024年度より2027年度にかけて、歩道や中央緑道に給排水設備の設置や電源設備の増設等も含めた改良工事を行う予定。
勾当台公園市民広場では、仙台市役所本庁舎の建て替えに際し、周辺地域の賑わいの創出や回遊性の向上を目指すため、2023年11月に庁舎に面した市道に交通規制等を行い、社会実験を実施。社会実験の結果をもとに、新庁舎整備に活かしてゆく方針である。
「杜の都」景観計画の変更
仙台市では2004年に定めた「杜の都」景観計画について、2022年に高さ制限基準の緩和条件の見直しを実施。空地率に関する条件を削除し、新たに公共的空間に関する条件を加えた。空地面積の確保に関する条件を大幅に緩和する一方で、景観形成のための要件を明確化し、誘導を図る。

## 沿革
- 2019年
  - 7月16日 - 「せんだい都心再構築プロジェクト」、第1弾施策を発表[1][11]。
- 2020年
  - 4月7日 - （仮称）NTT仙台中央ビル（アーバンネット仙台中央ビル）を第1号として認定[24]。
  - 9月16日 - 都市再生緊急整備地域の拡大[注 2]及び特定都市再生緊急整備地域[注 3]の指定が決定[25]。
  - 10月13日 - 第2弾施策を公表[2]。
  - 12月1日 - 第2弾施策に伴い、仙台市環境影響評価条例を一部改正[注 4][26]。
- 2022年
  - 6月6日 - 「杜の都」景観計画を一部改正[注 5][27]。
  - 6月7日 - （仮称）仙台中央三丁目プロジェクト（NANT仙台南町）、（仮称）仙台駅前南町通プロジェクト（T-PLUS仙台）、（仮称）仙台国分町プロジェクト（ウッドライズ仙台）の3棟を認定[3][28]。
- 2023年
  - 5月23日 - （仮称）一番町三丁目七番地区市街地再開発、グリーンビルディング制度第1号として認定[29][30]。
  - 7月6日 - 仙台市役所本庁舎整備事業、グリーンビルディング制度に認定[31][32]。
  - 11月30日 - ウッドライズ仙台、アーバンネット仙台中央ビル、竣工。
  - 12月1日 - 第1弾施策について、期限を2030年度まで延長することを発表[33]。
  - 12月8日 - アーバンネット仙台中央ビル、竣工式を開催[34]。
- 2024年
  - 1月26日 - T-PLUS仙台、竣工[35]。
  - 9月26日 - （仮称）仙台第一生命ビルディング建替え計画を認定[36]。
- 2025年
  - 1月21日 - （仮称）仙台市青葉区一番町オフィスビル開発計画を認定[37][38]。
  - 4月22日 - （仮称）読売仙台ビル建替プロジェクトを認定[39][40]。
  - 6月16日 - NANT仙台南町、竣工[41]。

#### アーバンネット仙台中央ビル

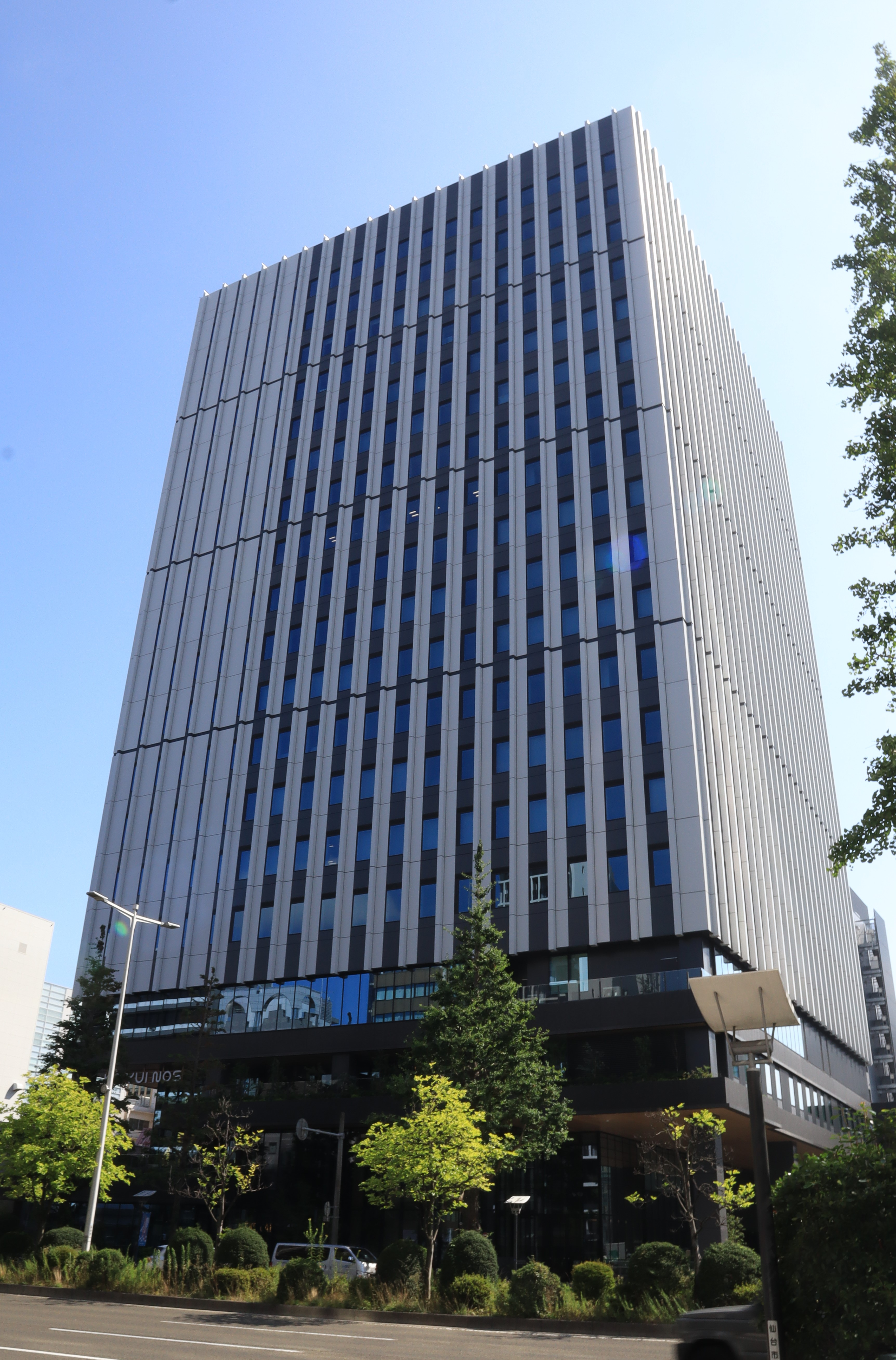
アーバンネット仙台中央ビル

## プロジェクトの認定を受けたビル

### 容積率の緩和認定
| ビル名称                                       | 事業者                 | 認定年月   | 高さ (m) | 階数 地上/地下 | 延床面積 (m2) | 敷地面積 (m2) | 所在地         | 竣工年月日     |
| ---------------------------------------------- | ---------------------- | ---------- | -------- | -------------- | ------------- | ------------- | -------------- | -------------- |
| アーバンネット仙台中央ビル                     | NTT都市開発            | 2020年04月 | 88.70    | 19階/1階       | 42,113        | 3,073         | 中央4丁目4-10  | 2023年11月末0  |
| NANT仙台南町                                   | 鹿島建設               | 2022年06月 | 48.75    | 11階/1階       | 11,657        | 1,348         | 中央3丁目4-12  | 2025年06月16日 |
| T-PLUS仙台                                     | 東京建物               | 2022年06月 | 55.00    | 12階/1階       | 13,834        | 1,510         | 中央3丁目8-1   | 2024年01月26日 |
| ウッドライズ仙台                               | ウッドライズキャピタル | 2022年06月 | 48.00    | 10階/1階       | 10,200        | 1,250         | 国分町1丁目7-4 | 2023年11月30日 |
| （仮称）仙台第一生命ビルディング建替え計画     | 第一生命保険           | 2024年09月 | 60.00    | 13階/1階       | 16,200        | 1,400         | 国分町3丁目1-1 | 2028年予定     |
| （仮称）仙台市青葉区一番町オフィスビル開発計画 | サンケイビル           | 2025年01月 | 57.00    | 12階/1階       | 11,379        | 1,223         | 一番町2丁目3-9 | 2027年03月予定 |

#### NANT仙台南町
鹿島建設が事業者となり、青葉区中央3丁目の仙台SSスチールビル・仙台SSスチールビルII跡地にて再開発を行う。総合設計制度を活用し、高機能オフィスの整備による容積率の緩和が認められたほか、中小企業者建替え移転促進助成も活用している。2025年6月16日竣工。

#### T-PLUS仙台
東京建物が事業者となり、青葉区中央3丁目にて再開発を行った。東京建物としては仙台市内で4棟目のオフィスビルとなる。総合設計制度を活用し、高機能オフィスとして認定を受けたことで容積率が緩和され、階層を3フロア分上乗せ。総工費は300-400億円とされる。12階建て・延床面積13,800m2、2024年1月26日竣工。

#### ウッドライズ仙台
みずほ不動産投資顧問が企画し、長谷工コーポレーションや日本政策投資銀行、七十七銀行キャピタル等による不動産私募ファンド、ウッドライズキャピタルが事業者となり、青葉区国分町1丁目にてビルの再開発を行った。半木造構造による建築コストの増加分を容積率の緩和による採算性向上を見込み、プロジェクトに申請。高機能オフィスとしての認定（総合設計制度）を受け、容積率の緩和が認められた。10階建て・延床面積10,200m2。2023年11月30日竣工。

#### （仮称）仙台第一生命ビルディング建替え計画
第一生命保険は、勾当台公園に隣接し定禅寺通りに面した「仙台第一生命ビルディング」を建て替える。敷地面積は約1,400m2、延床面積は約16,200m2。仙台市役所本庁舎の建て替えとの連動を想定しており、勾当台公園市民広場との一体的な活用を目指す。現ビルを解体後、13階建ての新ビルを建設。2025年の着工、2028年の竣工を目指す。「勾当台・定禅寺通エリア」では初の認定ビルとなる。
「仙台第一生命ビルディング」は黒い外観から地元では「黒ビル」と呼ばれていたが、新たなビルは白を基調とした外観を予定している。
プロジェクトの認定に先立ち、2024年8月には都市再生特別地区に指定され、容積率および高さ制限の緩和が認められ、同年9月にプロジェクトの認定を受けた。2025年3月には、建替え促進助成金制度の認定も受けている。
2025年6月に既存ビルの解体工事を開始。

#### （仮称）仙台市青葉区一番町オフィスビル開発計画
サンケイビルは、南町通りに面した一番町2丁目にて、東北エリア初となるオフィスブランド「S-GATE」シリーズのビル再開発を行う。オープンスペースを有する高機能オフィスビルとして青葉通・一番町エリアでは初めてのプロジェクト認定を受け、総合設計制度を活用した容積率の緩和が認められた。12階建て・延床面積11,379m2、2027年3月竣工予定。

### グリーンビルディング認定
当認定を受けたプロジェクトは、環境アセスメント条例の手続きが省略される。
| ビル名称                                   | 事業者                                       | 認定年月  | 高さ (m) | 階数 地上/地下 | 延床面積 (m2) | 敷地面積 (m2) | 所在地         | 竣工年月日      |
| ------------------------------------------ | -------------------------------------------- | --------- | -------- | -------------- | ------------- | ------------- | -------------- | --------------- |
| 一番町三丁目七番地区市街地再開発（北街区） | 東日本興業 明治安田生命保険 戸田建設 など9者 | 2023年5月 | 135.0    | 24階規模       | 54,000        | 3,500         | 一番町3丁目7-1 | 2030年度 予定   |
| 一番町三丁目七番地区市街地再開発（南街区） | 東日本興業 明治安田生命保険 戸田建設 など9者 | 2023年5月 | 180.0    | 35階規模       | 118,000       | 7,740         | 一番町3丁目7-1 | 2035年度 予定   |
| 仙台市役所本庁舎整備事業                   | 仙台市                                       | 2023年7月 | 077.25   | 15階/2階       | 64,311        | 14,595        | 国分町3丁目7-1 | 2031年03月 予定 |

#### 一番町三丁目七番地区市街地再開発
電力ビルを所有する東日本興業をはじめ、街区内に位置する土地や建物を所有する明治安田生命保険や戸田建設など9者が、電力ビル一帯の敷地面積約18,000m2の再開発を計画。オフィスや店舗、ホテルに加え、音楽ホール（電力ホール）の後継施設から構成される35階建て（南棟）および24階建て（北棟）、延べ床面積約172,000m2のツインタワーの建設を想定する。北棟は仙台市地下鉄南北線・広瀬通駅と直結。2025年度より既存ビルの解体工事を開始し、2035年ごろの街区完成を目指す。総事業費は数百億円規模を見込む。
2023年4月、第2弾施策で策定した環境アセスメント条例の手続き省略を可能とした、グリーンビルディング制度の認定に向けた協議を開始。同年5月に同制度第1号案件として認定された。引き続き、高機能オフィス整備による容積率の緩和等に向けた協議を行う。一方で、資材や人件費などの建設費の高騰を受け、再開発組合の設立が遅れており、再開発計画自体も遅れる見通しとなっている。

#### 仙台市役所本庁舎整備事業
老朽化が進む仙台市役所本庁舎の建て替えを行うにあたり、CASBEE（建築環境総合性能評価システム）Sランクの取得を目指すことや、公開緑地の設定等が認められ、2023年7月にグリーンビルディング制度の認定を受けた。

### 都心部建替え促進助成金制度を活用したビル
| ビル名称                                       | 事業者       | 認定年月   | 高さ (m) | 階数 地上/地下 | 延床面積 (m2) | 敷地面積 (m2) | 所在地         | 竣工年月日     |
| ---------------------------------------------- | ------------ | ---------- | -------- | -------------- | ------------- | ------------- | -------------- | -------------- |
| アーバンネット仙台中央ビル                     | NTT都市開発  | 2020年04月 | 88.70    | 19階/1階       | 42,113        | 3,073         | 中央4丁目4-10  | 2023年11月末0  |
| NANT仙台南町                                   | 鹿島建設     | 2022年06月 | 48.75    | 11階/1階       | 11,657        | 1,348         | 中央3丁目4-12  | 2025年06月16日 |
| （仮称）仙台市青葉区一番町オフィスビル開発計画 | サンケイビル | 2024年07月 | 57.00    | 12階/1階       | 11,379        | 1,223         | 一番町2丁目3-9 | 2027年03月予定 |
| （仮称）仙台第一生命ビルディング建替え計画     | 第一生命保険 | 2025年03月 | 60.00    | 13階/1階       | 16,200        | 1,400         | 国分町3丁目1-1 | 2028年予定     |
| （仮称）読売仙台ビル建替プロジェクト           | 読売新聞     | 2025年04月 |          | 10-20階規模    | 42,000        | 5,200         | 一番町2丁目3-9 | 2029年度予定   |

#### （仮称）読売仙台ビル建替プロジェクト
読売新聞東京本社は、読売仙台ビル・新伝馬町中央通りビルの再開発に着手。核テナントのイオン仙台店をはじめとする入居テナントは2025年2月までに順次撤退しており、読売新聞東北総局も移転を完了。敷地面積は約5,200m2、東急不動産を事業パートナーとし、商業施設・オフィス・ホテルで構成された再開発を構想。ホテルには、インバウンド需要を見越した高価格帯ホテルの誘致を目指す。2025年5月より現ビルの解体に着手し、2029年度の完成を見込む。

### そのほかの計画・構想
さくら野百貨店仙台店跡地
2017年に倒産したさくら野百貨店仙台店跡地の再開発をパン・パシフィックHDが行う計画で、敷地面積は約5,500m2。商業施設・オフィス・ホテルからなる30階建て規模のツインタワーを構想し、仙台市との連携を目指す。早ければ2024年度中に着工を目指すとしていたが、建設費高騰により採算性の確保に課題があるとして、計画を延期している。
一番町三丁目おおまち南地区市街地再開発
藤崎本館を含めた20棟程度のビルを一体的に再開発を行う計画で、敷地面積は約17,000m2。藤崎本館の建て替えを中核とし、オフィスやホテルを検討し、せんだい都心再構築プロジェクトの認定を目指す。コロナ禍により協議は停滞していたが、2023年8月に地権者で構成される新たな推進協議会を発足させ、再開発計画を進める方針。
中央一丁目十番地区
仙台ホテル（その後EDEN）およびGSビル跡地の再開発をオリックスGが行う計画で、敷地面積は約3,800m2。オフィスやホテル、商業施設からなる複合ビルの建設を想定し、2024年以降の着手を目指す。EDENは、2024年1月に営業を終了した。2025年2月には、温泉掘削工事の許可を申請。ホテルや商業施設等が入居する複合施設の建設を想定しているとみられる。
第一日本オフィスビル一帯再開発
広瀬通りに面した第一日本オフィスビル一帯を、大和ハウス工業が再開発する方向で進める。敷地面積は約1,900m2、13階建て、延べ床面積約20,000m2の高機能オフィスビルを建設し、2028年完成予定。せんだい都心再構築プロジェクトの適用を見込む。
ユアテック旧本社跡地一帯再開発
東北電力グループのユアテックと東日本興業は、一番町のユアテック旧本社跡地の一帯を再開発する方向で進める。土地は同グループ会社のトークスが所有しており、敷地面積は約1,600m2。敷地内のビルを解体後に高機能オフィスビルを建設することを計画し、せんだい都心再構築プロジェクトの活用を見込んでいる。2026年ごろに着工し、2028年ごろの竣工を目指す。
仙台三越再開発
三越伊勢丹ホールディングスは、仙台三越の再開発を検討する。百貨店にホテルやオフィス、レジデンスといった用途を組み合わせる複合型施設として高層化し、再開発する案が有力とされており、2030年ごろの着工を目指す。